# Chatham House
Chatham House vagy más néven a Királyi Nemzetközi Ügyek Intézete egy államtól elhatárolt nonprofit szervezet. A székhelyük Londonban található, és a szervezet legfőbb céljai közé tartozik, hogy vizsgálják és segítsék a főbb nemzetközi problémák és napi politika megértését. Ez a szervezet a Chatham House-szabályok megalkotója. A szervezetnek több mint 3000 munkatársa van, és 1920-ban alakult. 

## Chatham House szerepe
A Chatham House célkitűzése, hogy segítse és megvitassa a lényeges fejlesztéseket a nemzetközi ügyek és a politikai visszhangok terén. Ezek a vizsgálatok politikailag függetlenek. A szervezet az egész világra kiterjedő, területi és országra specifikus jelentéseket is készít. A kutatásokban ötleteket, megoldásokat szemléltetnek a különböző döntési problémákra, és leírásokat, hogy hogyan tudnak rövid és hosszú távon megbirkózni a problémákkal az adott döntéshozók. A nemzetközi problémák terén a szaktekintély és a média is rutinszerű eszközként használja a Chatham House-t leghitelesebb források egyikeként. A Chatham House egy tagorientált szervezet. Tagjai különböző cégek, oktatási intézmények, civil szervezetek és egyének is lehetnek, többek között diákok és 30 év alatti polgárok is. A szervezet tagjai lehetnek még különböző állami szervek, befektetői bankok és bárminemű szervezetek is. A szervezet tagjai között találkozhatunk még különféle híres emberekkel is a biznisz, média és a tudomány területéről.

## Chatham House-szabályok
Ez a szervezet a megalkotója a Chatham House-szabályoknak is. Ez a szabálycsomag megadja a keretét annak, hogyan vitassák meg a külvilág témáit a találkozó résztvevői. Ezek a szabályok magukban foglalják azokat a könnyítéseket és segítségeket is, amik lehetővé teszik, hogy egy megbeszélésen egy vitás és népszerűtlen témáról is felszólalhasson az, aki nem találta meg a megfelelő szabad fórumot a véleménye kinyilatkoztatásához.

## Kutatások
Chatham House kutatásait 5 fő kategóriába lehet sorolni. Ezek a kategóriák a következők: környezet és erőforrások, globális pénzügy és gazdaság, globális egészség és biztonság, nemzetközi törvények, nemzetközi biztonság. A fő kategóriák mellett szerepelnek területi felosztások is mint például Afrika, Ázsia régiói, Európa, Eurázsia, Egyesült Államok.

## Szóvivők
Annak érdekében, hogy irányítani tudják a széles spektrumú kutatásokat, a szervezet különböző magasan képzett szóvivőket nevez ki az egész világból. A jelenlegi szóvivők: Shinzō Abe, Abdulqawi Ahmed Yusuf, Saad Hariri, Filipe Nyusi, Barham Salih, Katrín Jakobsdóttir és Ban Ki-moon.

## Periodikusan megjelenő publikációk
A szervezetnek létezik egy újságja is International Affairs néven. A szervezet kéthavonta megjelentet egy magazint is, melynek címe The World Today.

## Chatham House-díj

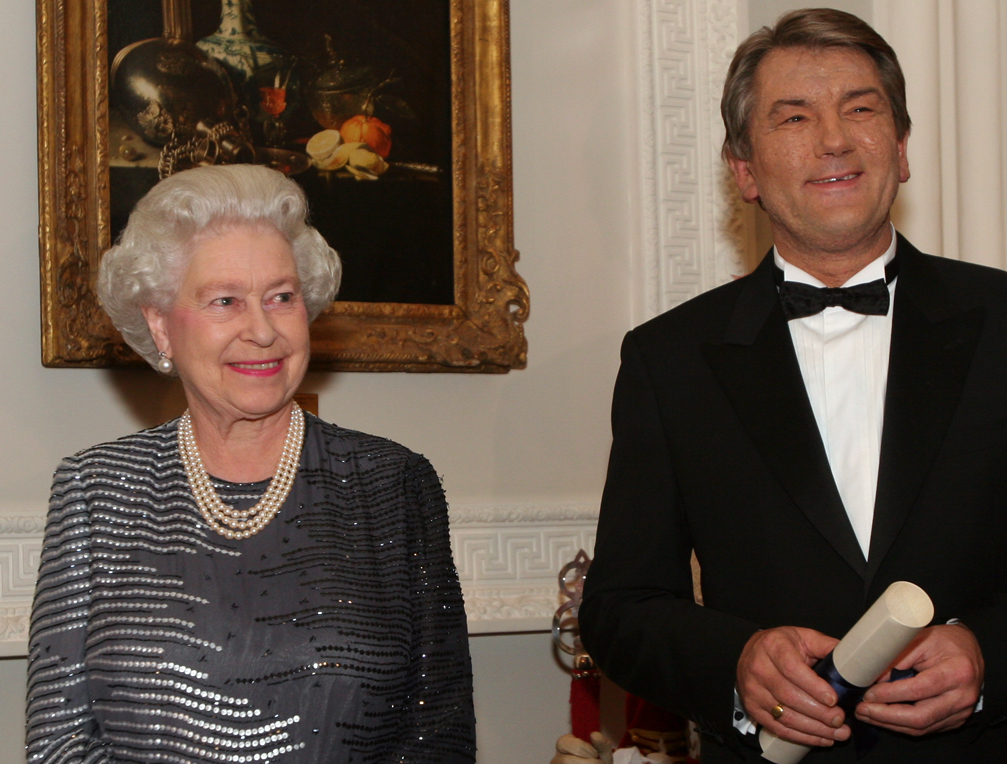
Chatham House-díj

A szervezet évente rendez egy díjkiosztót, amelyen díjazzák azokat a tagokat (személyeket vagy szervezeteket), akik/amelyek az előző évben jelentős javaslatokat tettek a nemzetközi kapcsolatok javulása érdekében. 2019-ben Sir David Attenborough és Julian Hector nyerte el a díjat.

## Székhelye

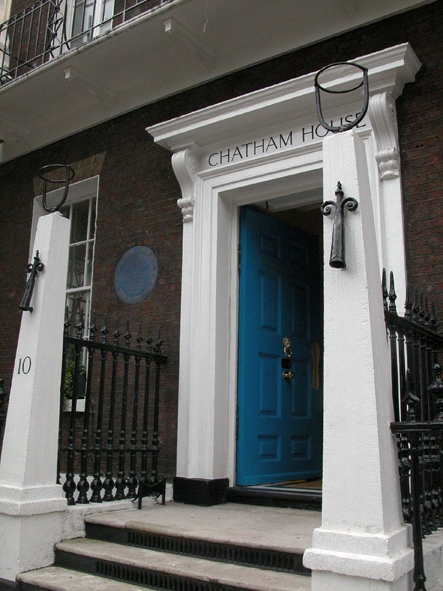
Chatham House

A szervezet találkozóhelye a nevét is adó épületben található. Ez egy 18. századi épület a St James's tér mellett. Az épület tervezője Henry Flitcroft.

## Története

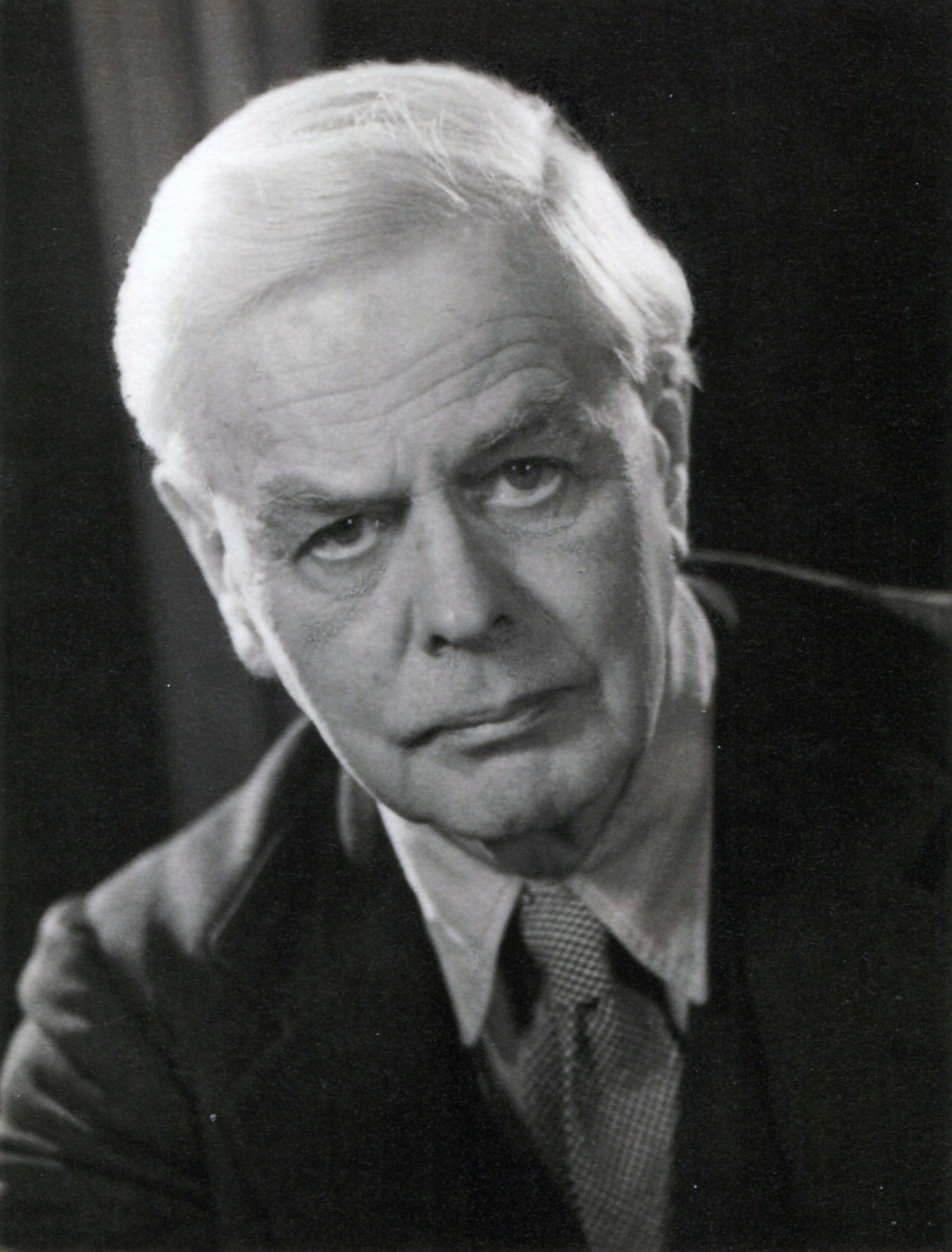
Lionel Curtis

A Királyi Nemzetközi Ügyek Intézete egy híres találkozó óta számítja az indulását, amelyet Lionel Curtis hívott össze. Ez a találkozó az 1919. május 30-án megrendezett párizsi békekonferencia volt. Curtis a békekonferencia végén úgy vélte, hogy a megvitatott ügyeket és kutatási módszereket tovább kellene folytatni az ülés után a konferencia résztvevőinek. Végül a brit és az amerikai résztvevők megalakították a Council on Foreign Relations szervezetet New Yorkban. Ezt a nevet később Edward Grey 1920. július 5-én módosította British Institute of International Affairsra (Királyi Nemzetközi Ügyek Intézete). A szervezet első elnökei Robert Cecil, Edward Grey, Arthur J. Balfour, John R. Clynes, Lionel Curtis és G. M. Gathorne–Hardy titkár lettek. A következő években a szervezet tagjainak a száma nagyon gyorsan nőtt, így új székházat kellett keresniük. 1922-ben R. W. Leonard kanadai ezredes ajándékozta a szervezetnek a Chatham House-t a James's Square 10. szám alatt.

### Két világháború közötti évek
A szervezet fő céljaként a Edward Grey által megfogalmazott célokat próbálták követni. A szervezet folyóirata 1922 januárjában indult el. A folyóirat tartalmához tartoztak különféle nemzetközi riportok és megbeszélések is. A két világháború közötti időben került kinevezésre Arnold Toynbee a „kutatások fő vezetője” posztra. Ő az atyja a Nemzetközi Ügyek Felmérésének is. Ez a felmérés rendszeres adatgyűjtést jelentett a nemzetközi kapcsolatokról. Legfőbb célja: „rögzítsék a jelenlegi nemzetközi történelmet”. A kutatás egészen 1963-ig tartott.
1926-ban megrendezésre került az első Institute of Pacific Relations találkozó. Ezen a fórumon megvitatásra került a csendes-óceáni nemzetek politikai és kapcsolati problémái. A fórumon kiemelt szerepet kapott Kína gazdasága is. Ebben az évben kapta meg a szervezet a királyi elismervényt is, melyben a király elismerte, hogy a szervezet fő célja a politikának és mindennemű nemzetközi ügyeknek a tudományos vizsgálata.
1929-ben felkérték Ivison Macadamet, hogy legyen a szervezet vezetője. A szervezet gyors növekedésnek indult, így szükségessé vált a székház bővítése. Macadam megvásárolta a szomszédos területeket, mint például a Duke of York Street 6-ot és a James Square 9-et, ami később a Portlan Klubként vált híressé. Ezek az új épületek lehetővé tették a szervezet zökkenőmentes növekedését és működését. 1929-ben megalakult az international gold problem csoport, ami a nemzetközi fejlődő gazdaság tanulmányozását és kutatását végezte. A csoport tagjaként megjelent a híres vezető közgazdász, John Maynard Keynes is.
A következő években további jelentőségteljes és híres találkozót szervezett a társaság, mint például a Mahatma Gandhi által tartott konferencia 1931-ben Londonban, vagy az első Commonwealth Relations konferencia 1933-ban Torontóban.

### A világháborús időkben
A második világháborús időkben biztonsági okok miatt szét kellett szórni a szervezet tagjait a brit területen. A világháború után sikerült újra összeállnia a szervezetnek. A háborúk után rengeteg kutatást adtak ki, melyben a háború utáni gazdasági újjáépülést és a hidegháborús fejlődéseket vitatták. A hidegháború alatt főként a versengő politikát és a forradalmi helyzeteket elemezték a kutatásaikban. 1980-ban a tanács a kutatási kérdéseket 2 fő csoportra osztotta: energia- és kutatási program, illetve nemzetközi gazdasági program.

### Közeli történelem
A szervezet 1995-ben ünnepelte a 75. évfordulóját. Az ünneplésen II. Erzsébet királynő és Fülöp, Edinburgh hercege is részt vett. A szervezet 2005-ben megjelentetett egy publikációt, amelyben azt taglalta, hogy milyen veszélyekkel néz szembe, és potenciális terrorcselekmény-célponttá válhat az Egyesült Királyság az iraki háborúba történő belépéssel. Ez a tanulmány nagy figyelmet kapott a médiában. 2013-ban a szervezet létrehozta a saját akadémiáját Academy for Leadership in International Affairs névvel, amit később, 2014-ben Queen Elizabeth II Academy for Leadership in International Affairs-ra kereszteltek át. Az akadémia célja, hogy kiképezzék és létrehozzák a jövő generációs vezetőket a nemzetközi ügyek terén. A tanfolyam 12 hónapig tart.

## Kitüntetések
A Pennsylvaniai Egyetem Global Go To Think Tanks Report rangsorában 2017 januárjában a Chatham House elnyerte az első helyezést, és a második helyen végzett a „legbefolyásosabb szervezetek a világban” nevű rangsorban.

## Aktuális hivatalnokok
A Chatham House szervezet jelenlegi (2020) elnöke Jim O'Neill és a szervezet igazgatója Robin Niblett. Az igazgatóhelyettes Adam Ward és a kutatásokért felelős vezetők Rob Bailey, Patricia Lewis és Alex Vines. A szervezetnek három rektora van, kettő a két nagy politikai párt tagja Westminsterben, Sir John Major és Alistair Darling. A harmadik rektor Eliza Manningham-Buller.

## Fordítás
Ez a szócikk részben vagy egészben  a   Chatham House című angol Wikipédia-szócikk ezen változatának fordításán alapul.  Az eredeti cikk szerkesztőit annak laptörténete sorolja fel. Ez a jelzés csupán a megfogalmazás eredetét és a szerzői jogokat jelzi, nem szolgál a cikkben szereplő információk forrásmegjelöléseként.